# قاو هو
قاو هو هي ألة موسيقية وترية صينية نشأت على أساس آلة الأرهو. وترتبط نشأتها بموسيقى قوانغ دونغ الشعبية الصينية ارتباطا وثيقا. وتشبه آلة قاو هو آلة الأرهو من حيث التكوين والتصنيع والمواد، غير أن صندوق الصوت لآلة قاو هو أصغر. وصوتها عال جلي مثل سوبرانو.